# Giões
Giões é uma povoação portuguesa sede da Freguesia de Giões do Município de Alcoutim, freguesia com 71,8 km² de área e 152 habitantes (censo de 2021), tendo, por isso, uma densidade populacional de 2,1 hab./km², o que lhe permite ser classificada como uma Área de Baixa Densidade (portaria 1467-A/2001)..

## Demografia
A população registada nos censos foi:
| Ano  | 0-14 Anos | 15-24 Anos | 25-64 Anos | > 65 Anos |
| 2001 | 20        | 23         | 121        | 143       |
| 2011 | 23        | 10         | 89         | 134       |
| 2021 | 6         | 13         | 56         | 77        |

## Características
Esta freguesia localiza-se num outeiro, entre serras, e fica no caminho para a Freguesia de Pereiro e para a Freguesia de São Sebastião dos Carros, do Município de Mértola. Fica ao Sul da margem direita da ribeira do Vascão e ao norte da margem esquerda da ribeira de Foupana.
A padroeira da aldeia é a Nossa Senhora da Assunção e as suas Festas e Romarias são realizadas por volta de 15 de agosto.
No artesanato, local, podemos encontrar tapeçaria de retalhos, cestaria em cana,  rendas e bordados, tecelagem de mantas de lã e mantas de retalhos e cadeirinhas em bunho.
Existem alguns movimentos associativos como o Grupo Desportivo de Giões, Clube de Caçadores de Giões e os Centros Culturais e Recreativos de Clarines e dos Farelos.
Nas atividades económicas temos a agricultura e pecuária nomeadamente o gado ovino e o gado caprino, indústria, carpintaria com fabrico de móveis, construção civil, comércio geral, variados serviços e tem uma gastronomia típica para provar.

## História
A antiguidade da ocupação humana no território da freguesia de Giões é uma certeza, amplamente documentada pelos vestígios arqueológicos descobertos nalgumas áreas da freguesia como o monte Clarines e o cerro das Relíquias, que comprovam a presença romana e muçulmana na povoação.
As mais antigas referências escritas, documentais, à povoação propriamente dita, são do século XVI, período em que a aldeia conheceu uma grande prosperidade.
Em 1554, ou seja, em época de desenvolvimento, a população de Giões atingiu o número de duzentos e vinte moradores. Em 1862 a Estatística Paroquial indica 296 fogos e 1014 habitantes. Em 1869 a Chorographia Portuguesa de P. Carvalho, na sua segunda edição, refere para Giões o número de 283 fogos. O Censo de 1890 aponta o número de 308 fogos e 980 moradores. Em 1900, um novo censo indica 948 pessoas em 289 casas, no ano de 1911 registaram-se 985 habitantes e 297 habitações, em 1920 o número de fogos era de 276 e o de moradores de 921. Uma segunda referência de 1920 indica 299 fogos e 1103 habitantes.
A antiga freguesia de Nossa Senhora da Assunção de Giões era curato da apresentação do bispo e pertencia ao termo de Alcoutim. Segundo Pinho Leal, a mitra apresentava o cura que recebia, anualmente, quatrocentos e oitenta alqueires de trigo e sessenta alqueires de centeio. Em 1839 a povoação de Giões aparece na comarca de Tavira.

## Património
Do património da freguesia merecem destaque:
- Igreja matriz
- Ermida de S. Domingos
- Igreja de Nossa Senhora da Oliveira
- Cerro das Relíquias
- Moinhos e as piscinas naturais do Rio Vascão, nomeadamente a Água Santa.
- Castelo das Relíquias